# Мередит Колкет
Мередит Брајт Колкет (енгл. Meredith Bright Colket; Филаделфија, 19. новембар 1878 — Bryn Mawr, 7. јун 1947) бивши је амерички скакач мотком, који се такмичио крајем 19. и почетком 20. века.
Учествовао је на Летњим олимпијским играма 1900. у Паризу. Такмичио се у скоку мотком и освојио сребрну медаља иза победника свог земљака Ирвинга Бакстера, а испред Норвежанина Карла Алберта Андерсена који је освојио бронзу. 
Године 1901 дипломирао је на Универзитету Пенсилваније у Филаделфији и радио као адвокат до краја живота. Умро је од срчаног удара 1947. године.
Његов син, Мередит Б Колкет млађи (1912-1985), био је познати генеалог.